# Zweigefleckte Steinfliege

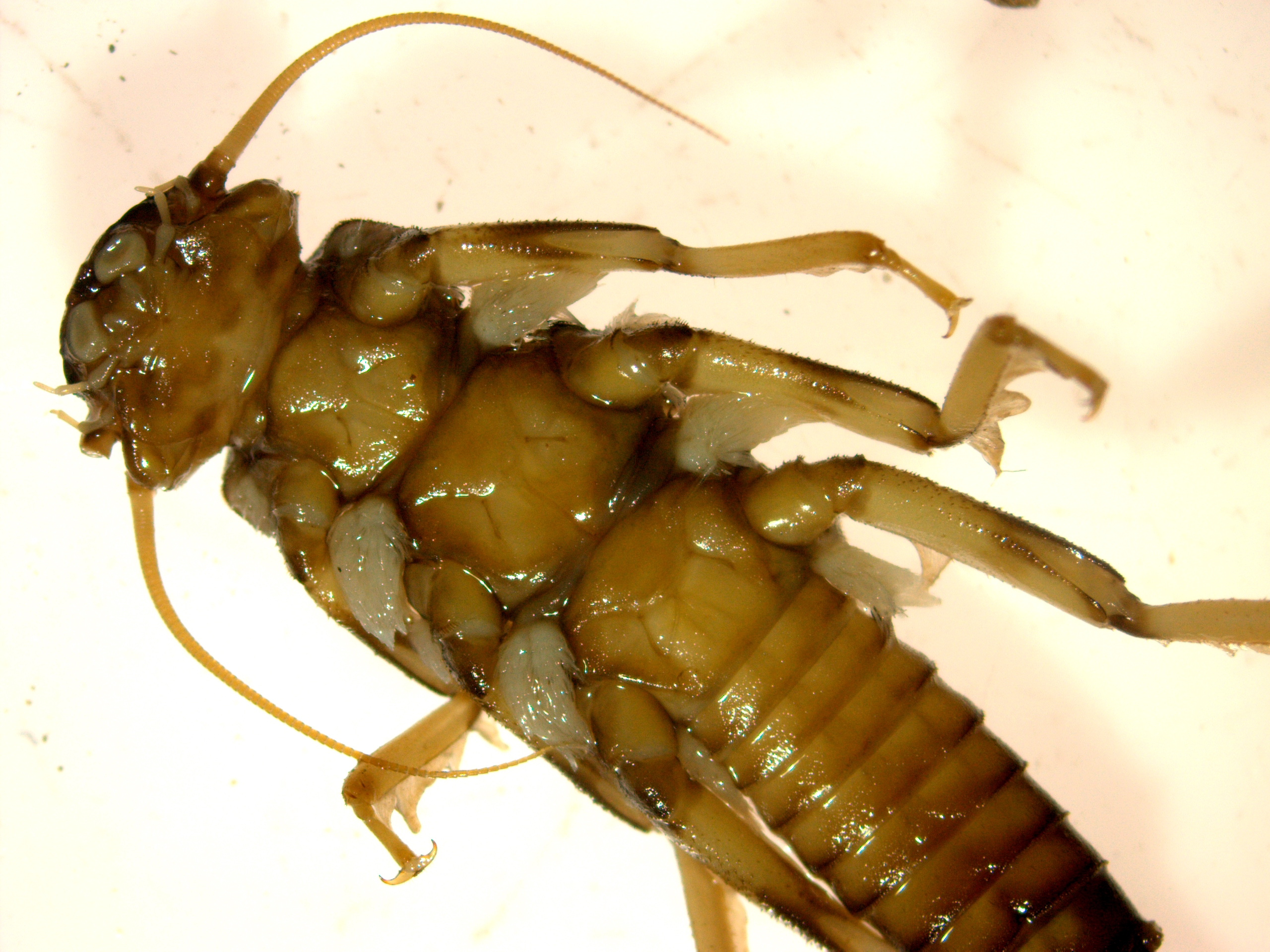
Unterseite einer Larve

Die Zweigefleckte Steinfliege (Perla bipunctata) ist eine Art der Steinfliegen und paläarktisch verbreitet.

## Merkmale
Die Art erreicht Körperlängen von 18 bis 30 mm und gehört damit zu den größeren heimischen Steinfliegenarten. Der Kopf, der Thorax und die Beine sind dunkelbraun gefärbt, die langen Antennen und Cerci mittel- bis dunkelbraun und das Abdomen ist heller braun gefärbt als der restliche Körper. Die helleren Flügel sind dunkel geädert.
Die männlichen Larven erreichen Körperlängen von 15 bis 19 mm und die weiblichen Larven solche von 25 bis 37 mm. Die  Grundfarbe  des  Körpers  ist  zumeist  hellgelb,  seltener etwas  dunkler  gehalten.   Auf  dem  Kopf  stehen  zwei  schwarze,  hinten durch  ein  Querband  vereinigte  Flecken,  die  zuweilen  noch  leicht  mit dunklen,  kleineren  Flecken  vor  und  neben  der  Führerbasis  verbunden sind.   Auch  zu  den  hinteren  Punktaugen  führt  vom  Querband  aus  eine feine  dunkle  Linie.  Die  Flügelscheiden  sind gelb.   Die  Beine  sind  abgeplattet  und  gelblich  gefärbt.   Auf  den  Schenkeln  befindet sich  in  der  Mitte  ein  dunkler  Flecken,  der oft  auch  nur  grau  erscheinen  und  bei frisch gehäuteten  Exemplaren  ganz  fehlen  kann. Die  Farbe  der  Kiemenfäden  an  Brust  und  After  ist  gelblich-weiß.

## Verbreitung und Lebensraum
Die Art ist überwiegend in Mitteleuropa verbreitet. Dabei werden auch die Britischen Inseln besiedelt und nach Süden hin kommt die Art bis in den nördlichen Mittelmeerraum vor. Auch Osteuropa gehört zum Verbreitungsgebiet. Insgesamt ist sie eine häufige Art der Steinfliegen, fehlt aber in zahlreichen Gebieten und steht in manchen Regionen auf der Roten Liste der gefährdeten Arten.
Der Verbreitungsschwerpunkt liegt in den mitteleuropäischen Mittelgebirgen, wo die Larven in Bächen und kleinen, zuweilen auch größeren, Flüssen leben. Sie ist auch eine typische Art der Alpen und des Alpenvorlandes, kommt aber auch im Tiefland vor. Die Art stellt geringere Ansprüche an die Wasserqualität als viele andere Steinfliegen-Arten. Auch die Imagines bleiben in Wassernähe, wo sie sich meist dicht über der Wasseroberfläche aufhalten.

## Lebensweise
Die Flugzeit ist von Mai bis Juli. Dabei treten die Tiere oft in großen Schwärmen auf. Die Paarung erfolgt am Ufer. Kurz danach gibt das Weibchen die Eier auf die freie Wasserfläche ab, wobei sie den Hinterleib kurz ins Wasser taucht und dabei kleine Eipakete abstreift, die dann zu Boden sinken. Die Larven leben dicht an Steine gepresst, wobei ihr abgeflachter Körper selbst gegen starke Strömung gesichert ist. Darin ähneln sie manchen Eintagsfliegenlarven, die jedoch im Gegensatz zu den Steinfliegenlarven meist drei Hinterleibsfäden haben. Die Larven ernähren sich von kleinen Algen. Die Entwicklung zur Imago dauert drei Jahre.

## Taxonomie
Ein Synonym der Art lautet Perla carlukiana Klapálek, 1907.